# Villafría de la Peña
Villafría de la Peña es una localidad y también una pedanía pertenecientes al municipio de Santibáñez de la Peña, en la provincia de Palencia, comunidad autónoma de Castilla y León, España. Se encuentra situado a 110 km de la capital palentina.
En sus proximidades se encuentra el Santuario de la Virgen del Brezo.

## Geografía
En la comarca de la Montaña Palentina , 1160 m s. n. m. de altitud, en la carretera autonómica CL-626 al sur de la denominada Sierra del Brezo y al este de la capital del municipio. Ferrocarril de La Robla.

## Demografía

### Evolución de la población en elsigloXXI[2]
| Gráfica de evolución demográfica de Villafría de la Peña entre 2000 y 2023 |
|                                                                            |
| Población de derecho (2000-2023) según el padrón municipal del INE         |

## Historia
En 1231, D. Alfonso Martínez y Don García Martínez, junto con sus esposas Doña Mari Roiz y Doña Alda, fundan en el Hospital de Villamartín un aniversario por su alma, la de sus padres y parientes entregando como compensación sus propiedades en Villasila, Villamelendro, Villanueva de Arriba, Villafría de la Peña, Amayuelas de Abajo y Villafolfo.
A la caída del Antiguo Régimen la localidad se constituye en municipio constitucional, conocido entonces simplemente por Villafría y que en el censo de 1842 contaba con 9 hogares y 47 vecinos, para posteriormente integrarse en Respenda de la Peña.

## Personas destacadas
- Maurilio Macho Rodríguez (1915-1936) y Laurino Proaño Cuesta (1916-1936), religiosos pasionistas, beatos y mártires.
- Alejandro Díez Macho, sacerdote católico y eminente hebraísta a nivel internacional, nació en este antiguo municipio palentino el 13 de mayo de 1916, falleciendo en Barcelona el 6 de octubre de 1984.

## Fiesta
El primer sábado de agosto se celebra la fiesta en honor a la patrona: Santa Lucía.
Verbena, viernes y sábado.
Dianas el primer domingo de agosto, fiesta recomendable.
21 de septiembre: San Mateo. Romería al Brezo y verbena en el descampado de Aviñante.
Cuando cae en fin de semana la afluencia de gente es masiva (Año 2008, domingo. Las prados de Villafría se vieron llenos como nunca antes de coches, ya que las fuerzas del orden pusieron un límite de coches en el aparcamiento del Brezo).